# Sex & Zen 4
Sex & Zen 4 (Moon ching sap daai huk ying ji chek law ling jeung, in inglese A Chinese Torture Chamber Story II) è un film del 1998 diretto da Dick Iso.
Nonostante il titolo, il film in realtà non è il sequel di Sex and Zen III ma bensì del film La camera delle torture cinesi (Mun ching sap daai huk ying) del 1994.

## Trama
Durante il funerale di Ma San Yee viene giustiziata Lotus Wong. Lei però, senza rimpianti, ricorda il passato: mentre Ma faceva il bagno in un ruscello, appaiono due ladri. Proprio l'amicizia che nasce tra loro permette ai due ladri di cambiare vita e tra Ma e Lotus scoppia la passione. Ma, divenuto in seguito governatore provinciale, con un trucco riesce ad accusare un amico di Lotus e sua moglie di tradimento e a condannarli a morte. 
 Lotus, scoperto l'inganno, non desidera altro che vendicarli.